# Bataille d'Ocaña
Pour les articles homonymes, voir Ocaña.
Guerre d'indépendance espagnole
Batailles
- Uclès
- Yevenes
- Ciudad Real (es)
- Miajadas
- Medellín
- Alcantara
- Talavera
- Arzobispo
- Almonacid
- Baños (es)
- Tamames
- Hostalrich
- Ocaña
- Alba de Tormes
- Cadix
- Valverde

Pendant la guerre d'indépendance espagnole, la bataille d'Ocaña fut disputée le 19 novembre 1809 et aboutit à la victoire des Français sous les ordres du maréchal Soult contre les Espagnols du général Juan Carlos de Aréizaga. De tout le conflit, ce fut la plus grande défaite de l'armée espagnole qui perdit près de 19 000 hommes, morts, blessés, prisonniers, et déserteurs compris, sur un effectif de 51 000 hommes. Ce désastre est principalement dû à la brillante utilisation de la cavalerie française.

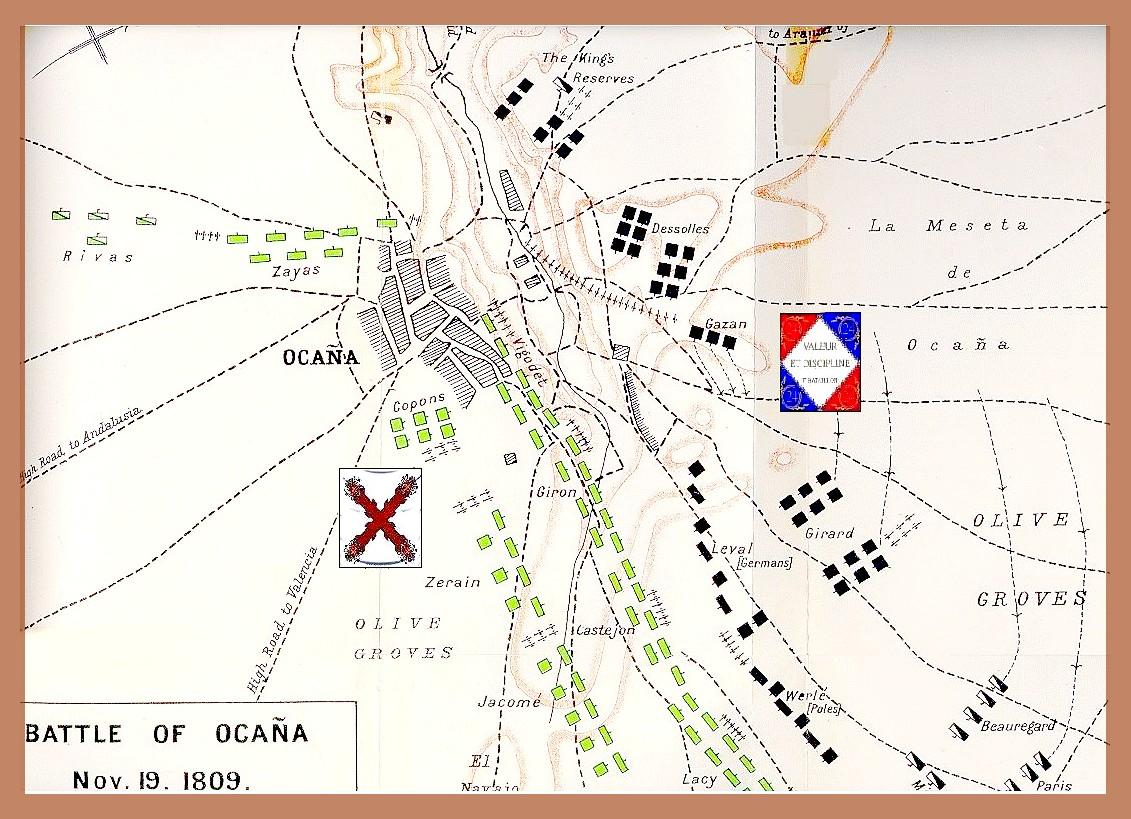
Plan de la bataille d'Ocaña, le 19 novembre 1809.

William Napier écrit : « les Espagnols arrivèrent au trot, et Sebastiani donna instruction à Paris, de contourner et de tomber sur le flanc droit des escadrons qui approchaient avec un régiment de cavalerie légère et les lanciers polonais, ce qui fut exécuté avec une grande vigueur en particulier par les Polonais, provoqua une confusion considérable, le général espagnol cherchant à y remédier en se regroupant vers le flanc attaqué. »
Les conséquences stratégiques de cette défaite furent dévastatrices, car elle détruisit la seule force capable de défendre l'Espagne du Sud, et la région fut envahie pendant l'hiver durant la campagne d'Andalousie.